# CIGO-FM
A CIGO-FM (101.5 The Hawk.) egy kanadai rádióállomás, a műsorszórása Port Hawkesburyból 101,5 FM.
A CIGO AM sávról indult 1410 kHz-el. Első adása 1975. október 29-én volt. 1999 novemberében engedélyt kapott a Kanadai Rádió-Televízió és Telekommunikációs Bizottságtól (angolul: Canadian Radio-television and Telecommunications Commission), hogy AM sávról FM sávra váltson. AM állomásként 1410 CIGO néven ismerték.
Az állomás lefedettségi területe Inverness, Richmond, Antigonish és Guysborough megyére korlátozódik, de ezeken a területeken kívül is lehet fogni az adást.

## Fordítás
Ez a szócikk részben vagy egészben  a   CIGO-FM című angol Wikipédia-szócikk ezen változatának fordításán alapul.  Az eredeti cikk szerkesztőit annak laptörténete sorolja fel. Ez a jelzés csupán a megfogalmazás eredetét és a szerzői jogokat jelzi, nem szolgál a cikkben szereplő információk forrásmegjelöléseként.